# Plantago canescens
Plantago canescens är en grobladsväxtart som beskrevs av M.F. Adams. Plantago canescens ingår i släktet kämpar, och familjen grobladsväxter.

## Underarter
Arten delas in i följande underarter:
- P. c. canescens
- P. c. richardsonii
- P. c. tolmatschevii
- P. c. trautvetteri